# 上智新聞編集局

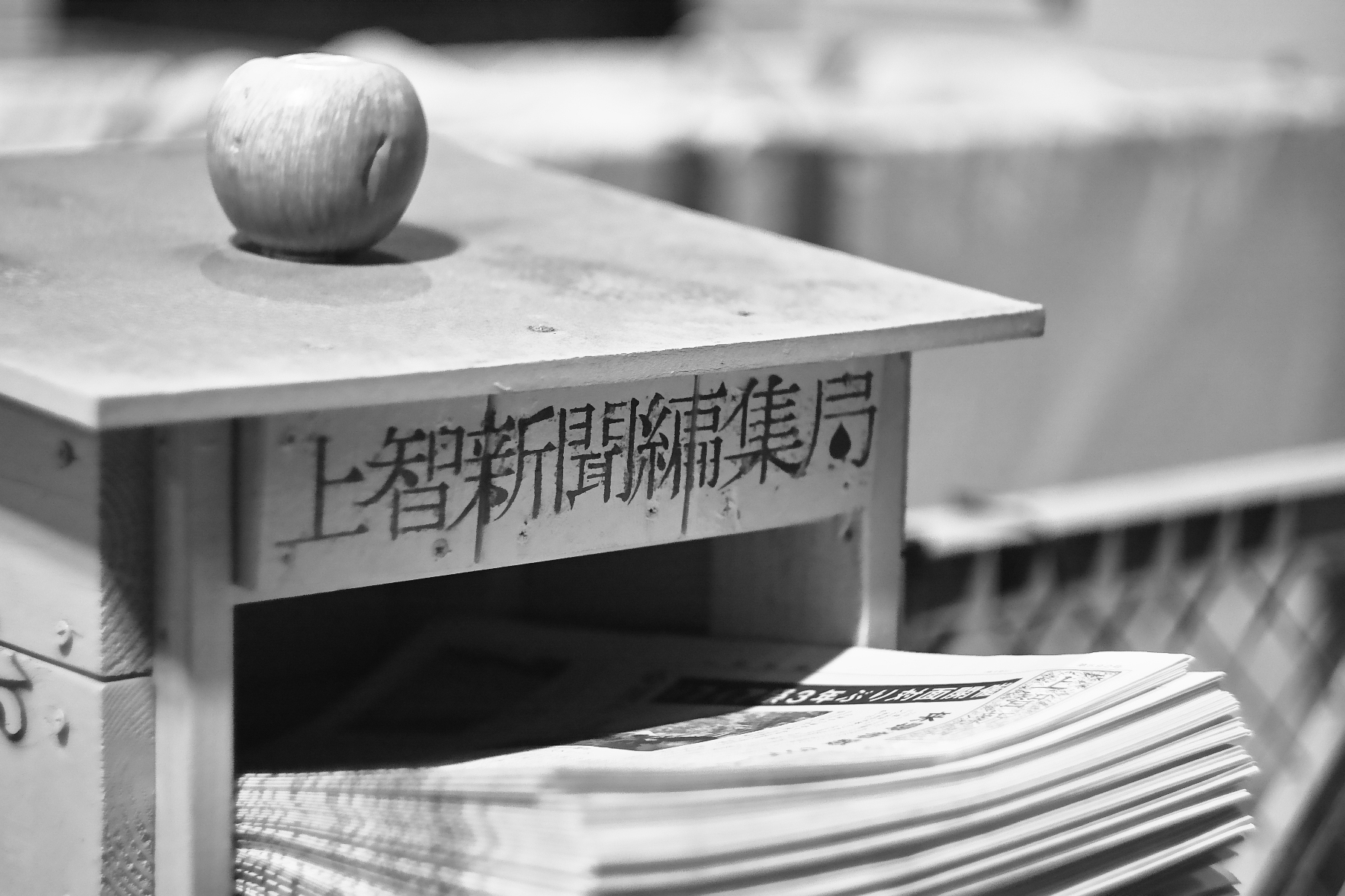
四谷キャンパス内で無料配布もしている。

上智新聞編集局（じょうちしんぶんへんしゅうきょく）は、上智大学の学生新聞である『上智新聞』を発行する上智大学公認の学生団体。

## 概要
毎月1日に発行する上智新聞では、学内のイベントや問題について報じている。また、上智大学卒業生をはじめとした著名人へのインタビューを行うなど、様々なジャンルをカバーしている。モットーは「学生の立場に立った公正な報道」。
2020年11月時点で学内に4300部、自宅配送の定期購読数は約700部。
学生新聞の部数は減少、部員も減少の傾向にあるが、上智新聞も例外ではない。

## 収支
2019年以前の収支は以下のようなものである。
収入
- 購読売り上げ - 年間約190万円
- 広告収入 - 年間約100万円

支出
- 印刷費用 - 年間約120万円
- 郵送費 - 年間約130万円
- 備品購入費
- Webページ管理費

2019年コロナウイルス感染症による社会・経済的影響から大手金融機関による広告の掲載が取りやめになるなど、収入は大きく減少している。

## 歴史
1965年11月1日に創設。12月1日より創刊。